# TED (conferência)
TED (acrônimo de Technology, Entertainment, Design; em português: Tecnologia, Entretenimento, Design) é uma série de conferências realizadas na Europa, na Ásia e nas Américas pela fundação Sapling, dos Estados Unidos, sem fins lucrativos, destinadas à disseminação de ideias – segundo as palavras da própria organização, "ideias que merecem ser disseminadas". Suas apresentações são limitadas a dezoito minutos, e os vídeos são amplamente divulgados na Internet. Assim disseminando as ideias ou os pensamentos dos jovens.
O grupo foi fundado em 1984, e a primeira conferência aconteceu em 1990. Originalmente influenciada pelo Vale do Silício, sua ênfase era tecnologia e design, mas com o aumento da popularidade os temas abordados passaram a ser mais amplos, abrangendo quase todos os aspectos de ciência e cultura. Entre os palestrantes das conferências estão Bill Clinton, Al Gore, Gordon Brown, Richard Dawkins, Bill Gates, os fundadores da Google, Billy Graham e diversos ganhadores do Prêmio Nobel.

## Organização

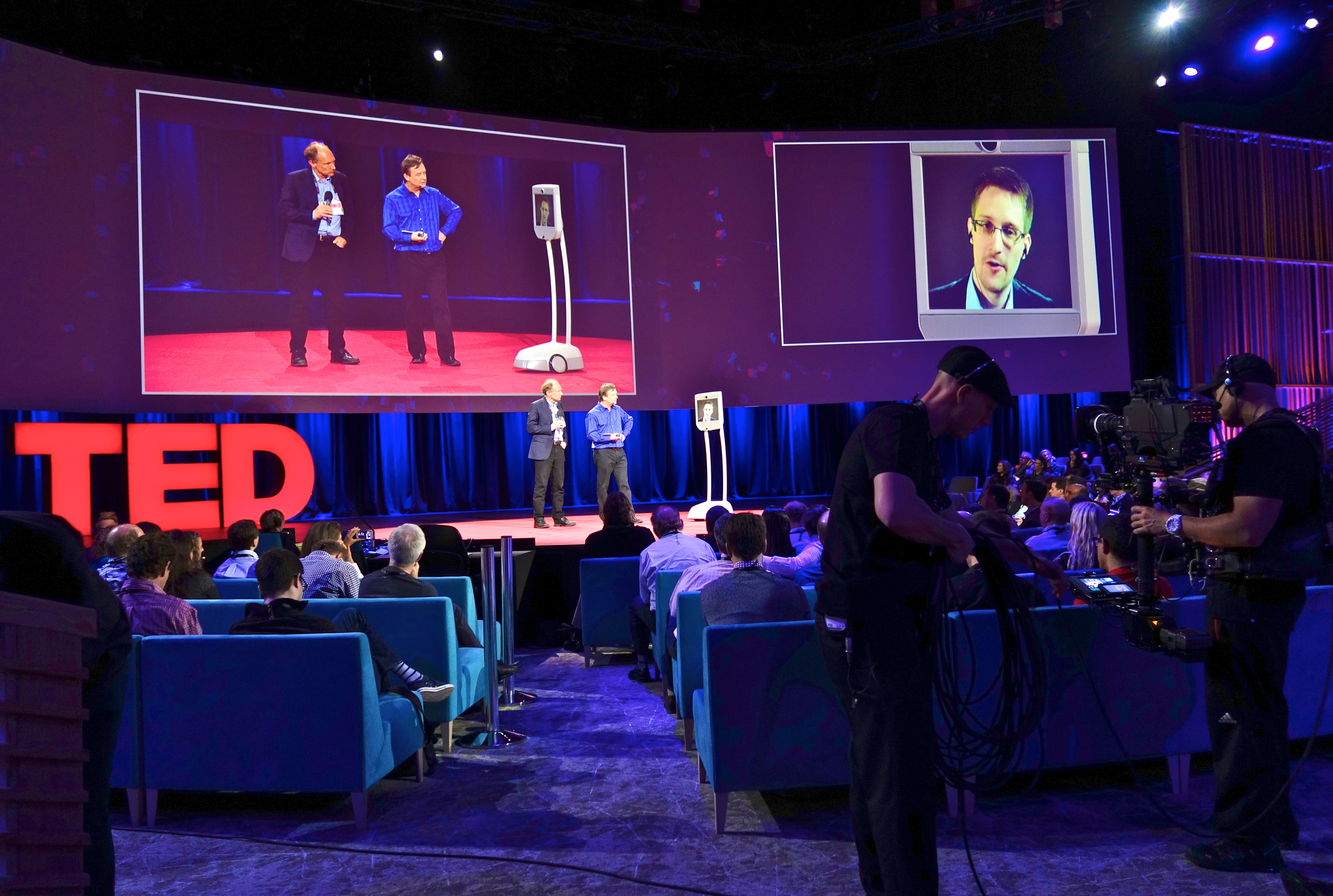
Em 18 de março de 2014, falando da Rússia via robô, Edward Snowden apareceu na TED e chamado de herói por Tim Berners-Lee, criador da Web

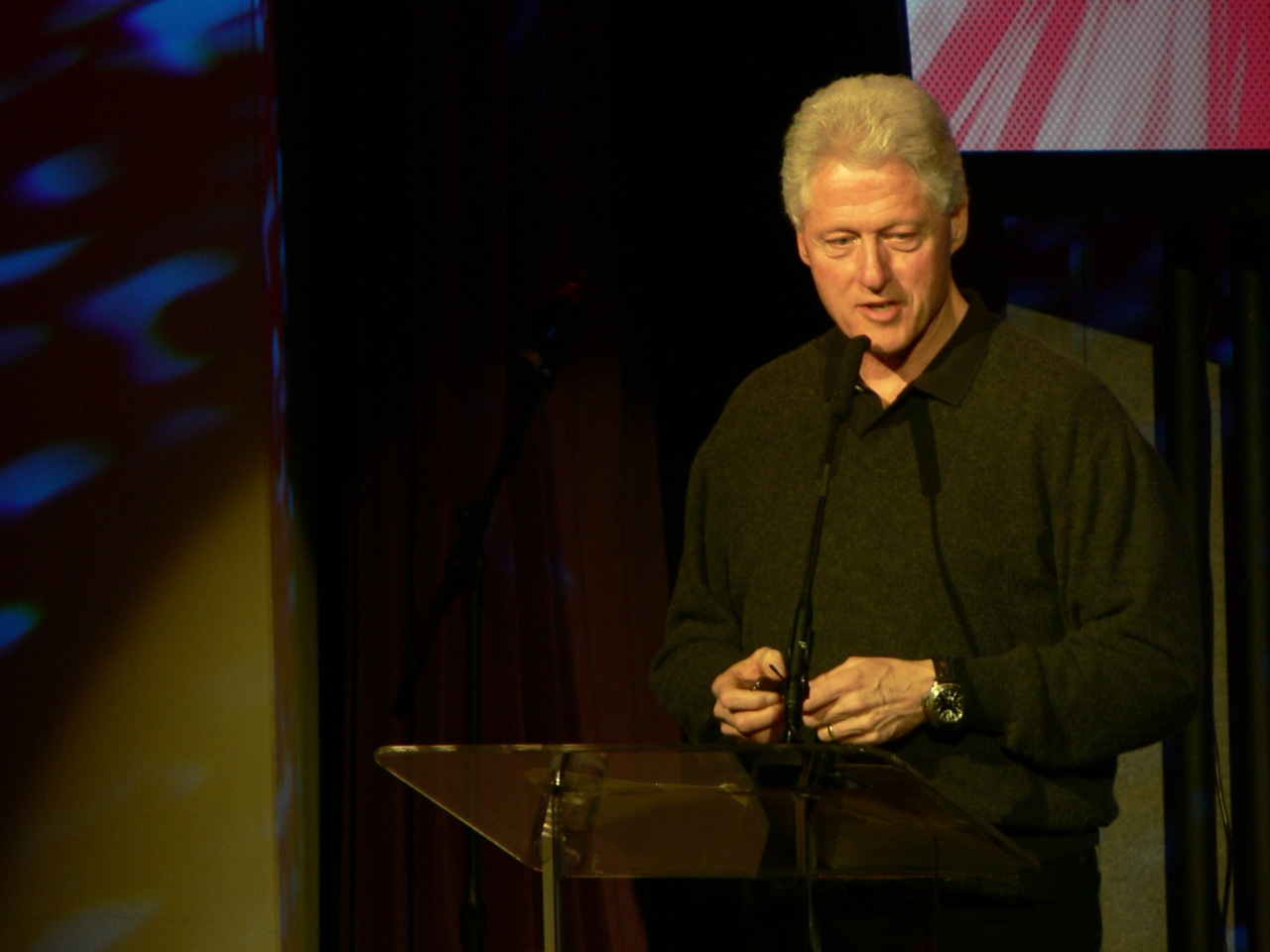
Bill Clinton se apresentando na TED, 2007

Os funcionários da fundação trabalham em Nova Iorque e Vancouver. Nos Estados Unidos, as conferências TED foram feitas em Monterey até 2009, ano em que passaram para Long Beach, devido ao volume de público crescente. Mais de quinhentas palestras estão disponíveis na Internet. Até abril de 2009, foram vistas mais de cem milhões de vezes por mais de quinze milhões de pessoas.

## TEDx
No espírito das ideias que merecem ser espalhadas, o TED criou, em 2009, o programa chamado TEDx. O TEDx é um programa de eventos locais e organizados de forma independente, que reúne pessoas para dividir uma experiência ao estilo TED. Com eventos espalhados pelo mundo, o TED conseguiu um alcance ainda maior de disseminação de boas ideias, de tal forma que em 2010 foram realizadas as primeiras conferências em países como o Líbano, Arábia Saudita e Arménia.
No Iraque foi a 12 de novembro de 2011 a primeira conferência após a invasão com o mote "Tornar o Impossível Possível", cuja abertura da TEDxBaghdad foi realizada pelo Primeiro Ministro Nouri al-Maliki e transmitida para todo o mundo através da Internet.

### TEDx em Portugal
O primeiro TEDx organizado na língua portuguesa foi o TEDxEdgesa 18 de setembro de 2009, em Lisboa. Tendo sido das primeiras conferências TED na Europa, o seu nome derivou do facto de Portugal ser um país periférico da Europa (“at the Edge of Europe”). Desde então, a experiência TED tem sido promovida de forma crescente nas várias cidades portuguesas como no Porto, Lisboa em 2010, Aveiro em 2010 e Coimbra em 2010.
Ainda em 2010, o TEDxLisboa aderiu ao TEDxChange, organizado pela Fundação Bill e Melinda Gates, sobre os objetivos do milénio, e realizou a 20 de Setembro, o TEDxLisboaChange, com transmissão direta de Nova Iorque.
Em 2011 a oradora Sandra Fisher-Martins foi nomeada para figurar no sítio oficial do TED com o tema "Direito a Compreender". Em novembro de 2011 Braga participou em simultâneo com 45 países no evento global TEDxYouth com o mote "Inspira-te", e a 26 de novembro Viseu promoveu na Pousada o tema "City R-Evolution" para discutir assuntos interligados com o urbanismo, como a Tecnologia, Entretenimento e Design mas também educação, cidadania, cultura e turismo. O primeiro TEDx vocacionado para a Educação aconteceu também em 2011, a 7 de Julho, em Lisboa, o TEDxLisboaED.
A edição de 2011 do TEDxCoimbra teve lugar a 15 de Outubro, no Conservatório de Música de Coimbra, sendo o tema desta segunda edição "E se... os pensamentos voassem?".
Em 2012 o TEDxCoimbra teve lugar dia 20 de outubro, sob o tema "Sentir, partilhar, transformar emoções", juntando no Teatro Académico de Gil Vicente, numa partilha emotiva, todos os oradores e participantes.
Em 2012 o TEDxMatosinhos apresentado por Álvaro Costa no Cine-Teatro Constantino Nery com o tema "À Bolina" e contou com os oradores: Camilo Jaña, Carlos Sá, Catarina Machado, Filipe Pinto, Francisco Lufinha, Henrique Silva, João Maciel, João Paulo Cunha, Joel Cleto, Kiko Martins, Manuel Silva, Maria Teresa Dinis, Miguel Ferreira, Miguel Lacerda, Miguel Pavão, Pedro Pires, Srosh Ensemble, Tito de Morais e com a participação especial das We Dance e do Sandro Norton.
A edição de 2013 do TEDxO'Porto teve lugar a 13 de Abril, no Edifício da Alfândega do Porto, sendo o tema desta quarta edição "Em Fusão".
A edição de 2013 do TEDxCoimbra teve lugar a 19 de outubro, no Teatro Académico de Gil Vicente , sendo o tema desta quarta edição "Pelo sonho é que vamos!", baseado no poema de Sebastião da Gama.
Em 2014, organiza-se pela primeira vez o TEDxFamalicão, tem lugar dia 3 de maio sob o tema "Cultura-Ação. Conta com a presença de oradores como Adelino Cunha, Júlio Magalhães, Marco de Abreu, entre outros.
A 6.ª edição do TEDxCoimbra irá ter lugar a 24 de outubro, no Auditório do Instituto Superior de Contabilidade e Administração de Coimbra, com o mote "Porque mudar é preciso!"
Com o TEDxFigueiroDosVinhos, no dia 23 de setembro de 2017, Figueiró dos Vinhos tornou-se na primeira vila a receber um evento TEDx.
Já com o TEDxEntroncamento, no dia 21 de outubro de 2023, o Entroncamento tornou-se na primeira cidade do ribatejo a receber um evento TEDx.

### TEDx no Brasil

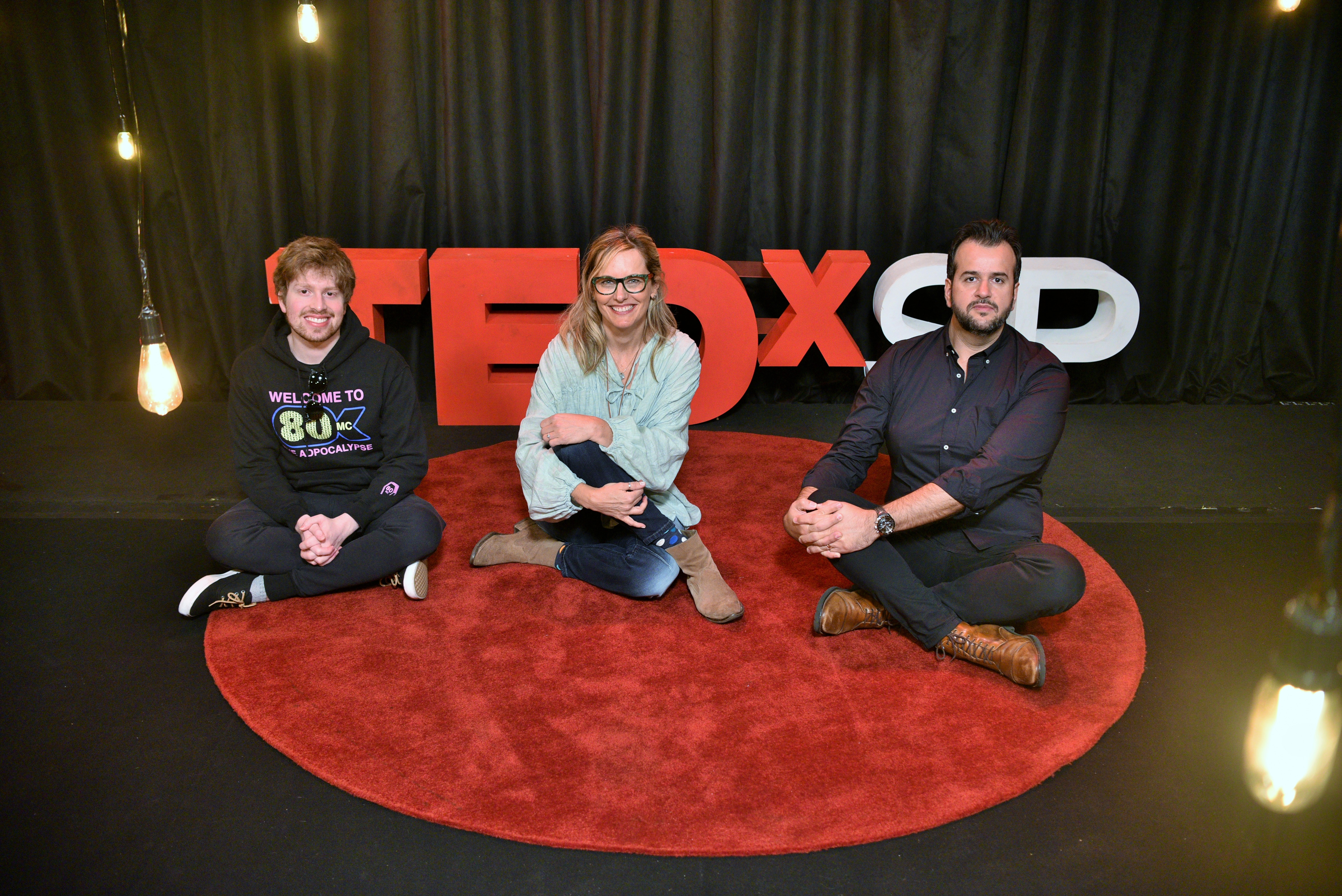
TEDx São Paulo em novembro de 2020

No Brasil, a experiência TED tem chegado pelas portas do TEDx. Em novembro de 2009, o país teve seu primeiro evento no estilo TED, o TEDxSãoPaulo que aconteceu na capital paulista, com o tema "O que o Brasil tem a oferecer ao mundo hoje?". Em maio de 2010, ocorreu o segundo evento TEDx no país: O TEDxSudeste no Rio de Janeiro sob o tema "Colaborando para Transformar".
O Pará já realizou três eventos TEDx, os que foram gravados na capital Belém levam o nome TEDx Ver-o-Peso, em alusão ao famoso mercado do Ver-o-Peso, um dos mais conhecidos cartões-postais da cidade. Idealizado pela jornalista ambiental Karina Miotto, o primeiro TEDx paraense foi realizado em 27 de agosto de 2011, com o tema "Diferentes Jeitos de Viver"; o segundo evento TEDx em Belém foi o TEDx Ver-o-Peso Change, que, no dia 5 de abril de 2012, apenas transmitiu ao vivo o TEDxChange – organizado por Bill e Melinda Gates – direto de Berlim, na Alemanha, com o lema “The Big Picture”; e o terceiro evento (o segundo produzido no Pará) ocorreu em 23 de março de 2013, intitulado “Atitudes que Renovam”.
A 7 de novembro de 2011 teve lugar o TEDxSalvador no Teatro Eva Herz da Livraria Cultura no Salvador Shopping, e em 5 de novembro de 2011 ocorreu o TEDxFIAP - Empreendedores do Futuro no auditório da Microsoft, São Paulo.
Em Brasília, o primeiro TEDx da capital foi o TEDx AsaSul que aconteceu no dia 10 de novembro de 2011.
Em 12 de maio de 2012 aconteceu em Belo Horizonte o TEDxBeloHorizonte sobre a expansão de horizontes ("expanding one's horizon").
Em 10 de junho de 2012 aconteceu em Fortaleza, no Hotel Mareiro, a primeira edição do TEDxFortaleza com o tema "Mentes Compartilhando Ideias" com os palestrantes Maria da Penha, Jânio Alcântara, Milton Fernandes, Alex Oliver, Alysson Muotri, Arnaldo Santos, Chico Neto, David Valente, Fausto Nilo, Fernando de Mendonça, Izabel Guedes, Joaquim Caracas, Rodrigo Castro, Weber Girão e Vilton Fernandes.
Em agosto de 2012 aconteceu no Rio de Janeiro o TEDxJardimBotânico com o tema "Na medida do impossível".
Em 4 de outubro de 2012 aconteceu o primeiro dos eventos TEDxJardins no MIS na cidade de São Paulo.
Em 28 de maio de 2015 o evento TEDxSãoPaulo foi organizado no auditório do MASP (Museu de Arte de São Paulo) na cidade de São Paulo. Os palestrantes do evento de maio 2015 foram: Alexandra Baldeh Loras, Ana Lúcia Fontes, Carla Pernambuco, Clarice Chwartzmann, David Arzel, Denise Damiani, Diane Lima, Fernanda Cabral, Helena Suarez Margarido, José Carlos de Lima Junior, Juliana de Faria, Laura Sobral, Lica Cecato, Lina Maria Useche Kempf, Luc Bouveret, Maria Dalva Oliveira Rolim, Neide dos Santos Silva, Nina Fernandes, Tatiane Lobato, Vanessa Rodrigues e Vânia Castanheira.
Em 21 de setembro de 2015 o TEDxSãoPaulo foi organizado novamente no auditório do MASP. Os palestrantes dessa edição foram: Quatro Cântaros, Glauco Kimura de Freitas, Mônica Nunes, Patricia Quadri, Raquel Rosenberg, Ricardo Anderáos, Roberto Smeraldi, Roger Koeppl, Suzana Padua e Tara Swart.
Em 7 de novembro de 2015 aconteceu o primeiro TEDx na Paraíba, o TEDxPortalDoSol, com o tema "O Salto", no qual 10 palestras sobre temas diversos inspiraram as pessoas a saírem da sua zona de conforto e darem saltos em suas vidas, ultrapassando os limites.
Em 16 de novembro de 2015 o TEDxSãoPaulo foi organizado na Sala São Paulo com o tema "Conexões".
Em 26 de novembro de 2015 o TEDxSãoPaulo foi organizado no auditório do MASP com o tema "Ideias Empreendedoras". Os palestrantes dessa edição foram: Alexandre Pellaes, Debora Noal, Eduardo Seidenthal, Gustavo Tanaka, José Carlos de Lima Júnior, Kayo Victor, Lorelay Fox, Regina Tchelly, Sandra Boccia, Sri Prem Baba, Taciana Abreu e Talal Al Tinawi.
Em 6 de junho de 2016 aconteceu o evento TEDxSãoPaulo no estádio Allianz Parque. O primeiro evento TEDx organizado num estádio de futebol, o maior evento do Brasil e o segundo maior do mundo em capacidade de participantes. O evento, cuja organizadora e curadora foi a empresária argentina Elena Crescia, contou com os seguintes palestrantes nessa edição: Dream Team do Passinho, Kick Bucket, Trio Titanium, Ana Castelo Branco, Angelica Dass, Bel Pesce, Camila Achutti, Camila Agone, Clóvis de Barros Filho, David Arzel, Drica Guzzi, Duília De Mello, Estela Renner, Fernando Tsukumo, Jamerson Mancio, José Carlos de Lima Júnior, Luis Junqueira, Renata Meirelles, Rodolpho Martins e Tulio Schargel.
Em 2 de novembro de 2016 o evento TEDxSãoPaulo foi organizado na Sala São Paulo. Os palestrantes dessa edição foram: Grupo Saracura, Titanium in Concert, Trio Gloss, Adriana Fóz, Alice Rossi, Mafoane Odara, Mari Zacharias, Nina Oliveira, Preta Rara, Raquel Preto, Renata Quintella, Ruth Manus, Sandra Chemin, Sérgio Barbosa e Thaís Pegoraro.
Em 29 de novembro de 2016 o evento TEDxSãoPaulo foi organizado no Shopping VillaLobos com o tema "Pluralidade". Os palestrantes dessa edição foram: Lei di Dai, Mazeej, Alphonse Nyembo, Ana Mari Souza, Basma El Halabi ou Bouteina Sakhi, Bel Santos, Clara Davaar, Djamila Ribeiro, Felipe Simi | MC Queer, Indy Naise, João Maia, Kica de Castro, Maha Mamo, Márcio Motta, Mário D'Andrea, Michele Simões, Pedro Baião, Pedro Janot e Renata Bastos.
Em 10 de maio de 2017 o TEDxSãoPaulo foi organizado no auditório do MASP com o tema "Ideias de mães". As palestrantes dessa edição foram: Adriana Jubran, Ana Carolina Guedes, Helen Ramos, Karen Jonz, Mafoane Odara, Mônica Japiassú e Pat Feldman.

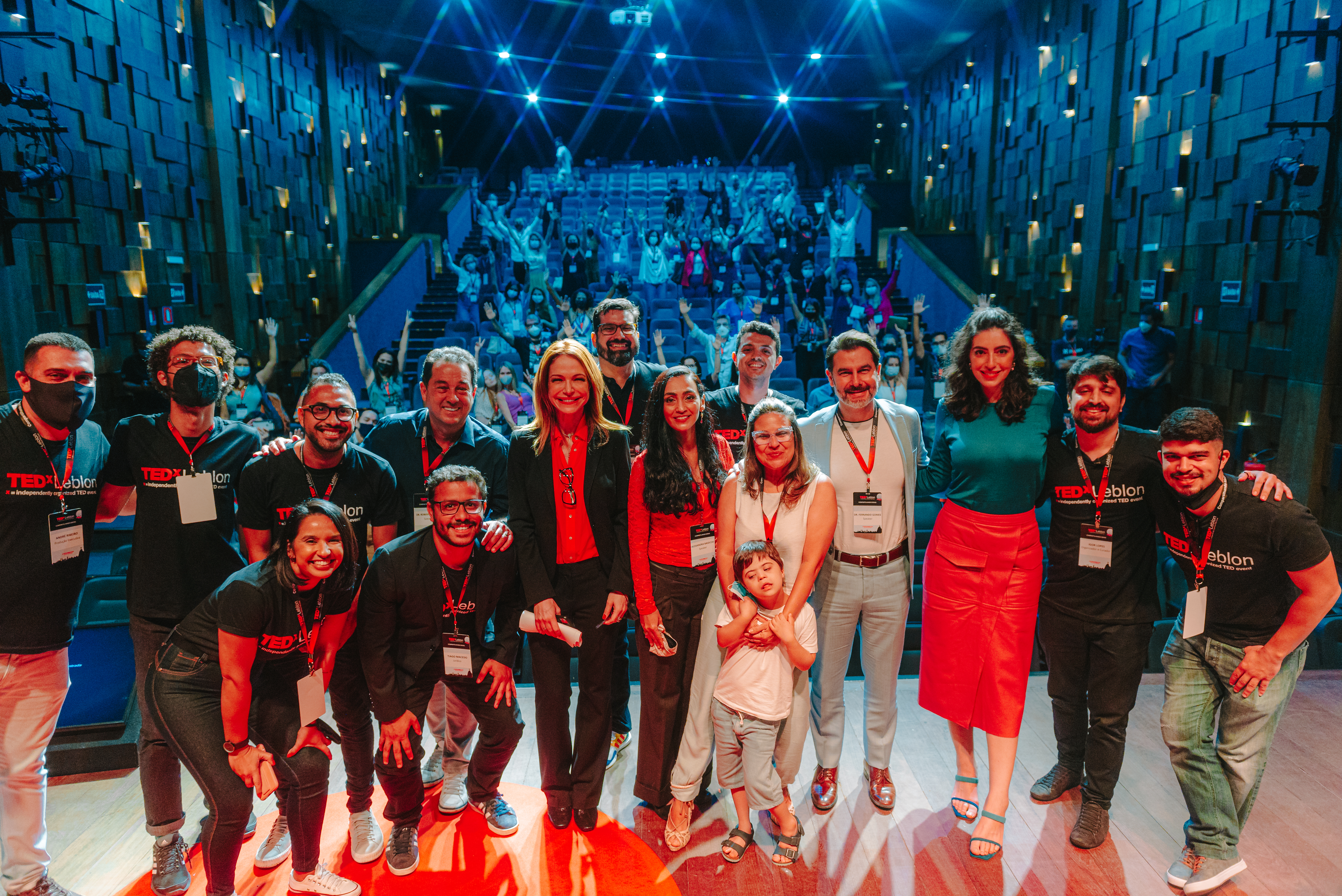
TEDxLeblon. Primeiro evento presencial em 2021 no Rio de Janeiro

Após alguns meses sem a realização de eventos presenciais, em virtude das restrições sanitárias por conta da pandemia COVID-19, ocorreu a primeira edição presencial do Rio de Janeiro em 2021, com o TEDxLeblon, realizado em 27 de Novembro de 2021, no Teatro XP Investimentos com o tema "Olhando para o Amanhã". O evento, cujo organizador e curador foi o empresário de eventos Igor Lopes, contou com os seguintes palestrantes: Alessandra Baiocchi, André Carvalhal, Bruno Hora, Fernanda Menegotto, Dr. Fernando Gomes Pinto, Flavia Cortinovis, Gabriela Ganem, Luana Génot, Luis Justo, Marcelo Correia, Marcus Maida, Pedro Henrique Jasmim, Dr. Roberto Aylmer e Thaissa Alvarenga.
Poucos dias depois, em 1 de dezembro de 2021, ocorreu a edição do TEDxMorroDaUrca, no Morro da Urca, no formato TEDx Countdown, que tem uma temática central totalmente relacionada ao Clima, Sustentabilidade e Regeneração e tem como objetivo ajudar a construir um mundo mais “limpo” para todos ajudando a explorar ideias em 5 linhas de frente: Energia, Transportes, Materiais, Alimentos e Natureza. O evento, cujos organizadores foram Éder Monteiro e Rafael Romanhol, contou com os seguintes palestrantes: Amanda Costa, Laila Zaid, João Cerqueira, Izabella Mônica Teixeira, Matheus Solano, Guillermo Petzhold, Letícia Meo, Natália Chaves, Alice Worcman e Luciane Coutinho.
Em 4 de dezembro de 2021 aconteceu o TEDxRioVermelho, de forma 100% online e gratuita, com o tema "Digitais", devido à pandemia. O evento, cujo organizador licenciado foi Paulo Mateus, contou com os seguintes palestrantes: Mila D' Oliveira, Plínio Moura, Maria Joana Passos, André Teixeira, Ana Antar, Aline Santana, Luiz França, Carolina Leal, Caio Jahara e Suzie Clavery.

## Prêmio TED
| 2005             | 2006             | 2007             | 2008            | 2009               | 2010         | 2011 | 2012     | 2013         | 2014           | 2015       | 2016         | 2017        |
| ---------------- | ---------------- | ---------------- | --------------- | ------------------ | ------------ | ---- | -------- | ------------ | -------------- | ---------- | ------------ | ----------- |
| Bono             | Larry Brilliant  | Bill Clinton     | Neil Turok      | Sylvia Earle       | Jamie Oliver | JR   | City 2.0 | Sugata Mitra | Charmian Gooch | David Isay | Sarah Parcak | Raj Panjabi |
| Edward Burtynsky | Jehane Noujaim   | Edward O. Wilson | Dave Eggers     | Jill Tarter        | Jamie Oliver | JR   | City 2.0 | Sugata Mitra | Charmian Gooch | David Isay | Sarah Parcak | Raj Panjabi |
| Robert Fischell  | Cameron Sinclair | James Nachtwey   | Karen Armstrong | José Antonio Abreu | Jamie Oliver | JR   | City 2.0 | Sugata Mitra | Charmian Gooch | David Isay | Sarah Parcak | Raj Panjabi |